# Oskar Olausson
Oskar Olausson, född 10 november 2002, är en svensk professionell ishockeyforward som tillhör San Jose Sharks i National Hockey League (NHL). Olausson draftades i första rundan som 28:e totalt av Colorado Avalanche vid NHL Entry Draft 2021.

## Statistik

### Klubbkarriär
| 2018–19    | HV71               | J20        | 11 | 1  | 3  | 4  | 2  | — | — | — | — | —  |
| 2019–20    | HV71               | J20        | 21 | 7  | 9  | 16 | 4  | — | — | — | — | —  |
| 2020–21    | HV71               | J20        | 16 | 14 | 13 | 27 | 10 | — | — | — | — | —  |
| 2020–21    | HV71               | SHL        | 16 | 3  | 1  | 4  | 4  | 2 | 0 | 0 | 0 | 0  |
| 2020–21    | Södertälje SK      | Allsv      | 11 | 3  | 3  | 6  | 0  | 2 | 0 | 0 | 0 | 0  |
| 2021–22    | Barrie Colts       | OHL        | 22 | 12 | 13 | 25 | 8  | — | — | — | — | —  |
| 2021–22    | Oshawa Generals    | OHL        | 33 | 14 | 10 | 24 | 10 | 6 | 1 | 1 | 2 | 6  |
| 2021–22    | Colorado Eagles    | AHL        | —  | —  | —  | —  | —  | 4 | 0 | 2 | 2 | 0  |
| 2022–23    | Colorado Eagles    | AHL        | 63 | 11 | 9  | 20 | 30 | 6 | 1 | 2 | 3 | 10 |
| 2022–23    | Colorado Avalanche | NHL        | 1  | 0  | 0  | 0  | 0  | — | — | — | — | —  |
| 2023–24    | Colorado Eagles    | AHL        | 39 | 11 | 9  | 20 | 24 | — | — | — | — | —  |
| 2023–24    | Colorado Avalanche | NHL        | 1  | 0  | 0  | 0  | 0  | — | — | — | — | —  |
| 2024–25    | Colorado Eagles    | AHL        | 61 | 11 | 15 | 26 | 26 | 7 | 0 | 3 | 3 | 2  |
| 2024–25    | Colorado Avalanche | NHL        | 2  | 0  | 0  | 0  | 0  | — | — | — | — | —  |
| SHL totalt | SHL totalt         | SHL totalt | 16 | 3  | 1  | 4  | 2  | 2 | 0 | 0 | 0 | 0  |
| NHL totalt | NHL totalt         | NHL totalt | 4  | 0  | 0  | 0  | 0  | — | — | — | — | —  |

### Internationellt
| År            | Lag           | Turnering     | Resultat      |    | Matcher | Mål | Assist | Poäng | Utv |
| ------------- | ------------- | ------------- | ------------- | -- | ------- | --- | ------ | ----- | --- |
| 2019          | Sverige       | HG18          | 3             | 5  | 1       | 0   | 1      | 2     |     |
| 2021          | Sverige       | JVM           | 5:a           | 4  | 0       | 0   | 0      | 0     |     |
| 2022          | Sverige       | JVM           | 3             | 7  | 1       | 4   | 5      | 2     |     |
| Junior totalt | Junior totalt | Junior totalt | Junior totalt | 16 | 2       | 4   | 6      | 4     |     |